# Tour de l'Algarve 1998
 (juillet 2025).
La mise en forme du texte ne suit pas les recommandations de Wikipédia : il faut le « wikifier ».
Les points d'amélioration suivants sont les cas les plus fréquents. Le détail des points à revoir est peut-être précisé sur la page de discussion.
- Les titres sont pré-formatés par le logiciel. Ils ne sont ni en capitales, ni en gras.
- Le texte ne doit pas être écrit en capitales (les noms de famille non plus), ni en gras, ni en italique, ni en « petit »…
- Le gras n'est utilisé que pour surligner le titre de l'article dans l'introduction, une seule fois.
- L'italique est rarement utilisé : mots en langue étrangère, titres d'œuvres, noms de bateaux, etc.
- Les citations ne sont pas en italique mais en corps de texte normal. Elles sont entourées par des guillemets français : « et ».
- Les listes à puces sont à éviter, des paragraphes rédigés étant largement préférés. Les tableaux sont à réserver à la présentation de données structurées (résultats, etc.).
- Les appels de note de bas de page (petits chiffres en exposant, introduits par l'outil «  Source ») sont à placer entre la fin de phrase et le point final[comme ça].
- Les liens internes (vers d'autres articles de Wikipédia) sont à choisir avec parcimonie. Créez des liens vers des articles approfondissant le sujet. Les termes génériques sans rapport avec le sujet sont à éviter, ainsi que les répétitions de liens vers un même terme.
- Les liens externes sont à placer uniquement dans une section « Liens externes », à la fin de l'article. Ces liens sont à choisir avec parcimonie suivant les règles définies. Si un lien sert de source à l'article, son insertion dans le texte est à faire par les notes de bas de page.
- La présentation des références doit suivre les conventions bibliographiques. Il est recommandé d'utiliser les modèles {{Ouvrage}}, {{Chapitre}}, {{Article}}, {{Lien web}} et/ou {{Bibliographie}}. Le mode d'édition visuel peut mettre en forme automatiquement les références.
- Insérer une infobox (cadre d'informations à droite) n'est pas obligatoire pour parachever la mise en page.

Pour une aide détaillée, merci de consulter Aide:Wikification.
Si vous pensez que ces points ont été résolus, vous pouvez retirer ce bandeau et améliorer la mise en forme d'un autre article.
Le 24e Tour de l'Algarve a eu lieu du 11 mars au 15 mars 1998. Le Tchèque Tomáš Konečný, est le premier non lusophone à gagner le Tour de l'Algarve, et cela malgré une lutte sans merci avec l'Allemand Grischa Niermann. 

## Généralités
La vitesse moyenne de ce Tour est de plusieurs dizaines de km/h[Combien ?].

## Les étapes
| Étape     | Villes étapes | km | Vainqueur d'étape                | Deuxième d'étape | Troisième d'étape | Durée de l'étape | Vitesse Moyenne du vainqueur | Leader du classement général     |
| 1re étape | -             |    | Manuel Liberato Portugal         |                  |                   | X h XX min XX s  | XX,XXX km/h                  | Manuel Liberato Portugal         |
| 2e étape  | -             |    | Saulius Sarkauskas Lituanie      |                  |                   | X h XX min XX s  | XX,XXX km/h                  |                                  |
| 3e étape  | -             |    | Tomáš Konečný République tchèque |                  |                   | X h XX min XX s  | XX,XXX km/h                  |                                  |
| 4e étape  | -             |    | Grischa Niermann Allemagne       |                  |                   | X h XX min XX s  | XX,XXX km/h                  |                                  |
| 5e étape  | -             |    | Guillaume Auger France           |                  |                   | X h XX min XX s  | XX,XXX km/h                  |                                  |
| 6e étape  | -             |    | Tomáš Konečný République tchèque |                  |                   | X h XX min XX s  | XX,XXX km/h                  | Tomáš Konečný République tchèque |

## Classements annexes
| Classement par points             | Tomáš Konečný République tchèque 78 pts       |
| 2e                                | Manuel Liberato Portugal 72 pts               |
| 3e                                | Saulius Sarkauskas Lituanie 60 pts            |
| Classement du meilleur grimpeur   | Gustavo Pedro Cardoso Portugal 25 pts         |
| 2e                                | Grischa Niermann Allemagne 16 pts             |
| 3e                                | Paulo Ferreira Portugal 13 pts                |
| Classement de la meilleure équipe | Maia-CIN Portugal 66 h 35 min 30 s            |
| 2e                                | Recer-Boavista Portugal à 0 s                 |
| 3e                                | LA-Pecol Portugal à 8 s                       |
| 4e                                | Troiamarisco-Porta da Ravessa Portugal à 42 s |
| 5e                                | ZVVZ Giant à 1 min 04 s                       |

## Liste des équipes
| Troiamarisco-Porta da Ravessa | Maia-CIN | Recer/Boavista |
|                               |          |                |
| Die Continentale-Olympia      | LA-Pecol | ZVVZ Giant     |
|                               |          |                |
| Big Mat                       |          |                |
|                               |          |                |
|                               |          |                |